# 渡線車
渡線車（とせんしゃ）は、鉄道駅のプラットホーム間で物品を移動するときに使用された車である。

## 概要
プラットホーム間で、線路を横断して荷物を運搬、移動するときに用いる台車状の手押し車である。線路に対して直角に、別に小さい軌条を敷設し、その上に移動する渡線車が置かれる。高さはプラットホームに合わせられ、上台は手押しの台車を載せられるように長さ約2m、幅約1.3mであった。使用しない時は一方のプラットホームを切り欠いた凹所に入れられてプラットホームの一部となる。使用する際には、荷物を載せたままの台車を上台に載せ、これを荷扱手が手押しして他方のプラットホームに行き、台車を降ろす、といった手順が採られる。
線路を渡る部分は、通常の踏切と同様、平面交差であり、台車の車輪通過を容易にしている。台車を積み下ろしする際の転動を防止するため、プラットホームに取り付けられた金具に鉤を引っ掛けるようになっていた。また、平時にプラットホームの一部となっているときは、走行軌条には錠がかけられていた。